# Sandnes Ulf 2012
Questa voce raccoglie le informazioni riguardanti il Sandnes Ulf nelle competizioni ufficiali della stagione 2012.

## Stagione
Il Sandnes Ulf chiuse il suo primo campionato nella massima divisione norvegese al 14º posto: questo risultato obbligò la squadra ad affrontare le qualificazioni all'Eliteserien dell'anno seguente, in cui superò l'Ullensaker/Kisa con un complessivo 7-1, centrando così la salvezza. L'avventura nella Coppa di Norvegia 2012, invece, terminò al primo turno, con l'eliminazione per mano dello Staal. Fredrik Torsteinbø e Steinþór Freyr Þorsteinsson furono i calciatori più utilizzati in stagione, con le loro 33 presenze (29 in campionato, 2 nelle qualificazioni all'Eliteserien e 1 nella coppa nazionale). Christian Gytkjær fu il miglior marcatore con 11 reti (8 in campionato, 3 nelle qualificazioni all'Eliteserien).

## Maglie e sponsor
Lo sponsor tecnico per la stagione 2012 fu Nike, mentre lo sponsor ufficiale fu Øster Hus. La prima divisa era composta da una maglietta celeste con una striscia bianca, pantaloncini bianchi e calzettoni celesti. Quella da trasferta era completamente verde, con una striscia bianca sulla maglietta.
| Casa | Trasferta |

## Rosa
| N. |                      | Ruolo | Calciatore              |
| -- | -------------------- | ----- | ----------------------- |
| 1  | Danimarca (bandiera) | P     | Bo Andersen             |
| 4  | Norvegia (bandiera)  | D     | Ronny Espedal           |
| 5  | Svezia (bandiera)    | D     | Edier Frejd             |
| 6  | Norvegia (bandiera)  | D     | Avni Pepa               |
| 7  | Norvegia (bandiera)  | C     | Fredrik Torsteinbø      |
| 8  | Norvegia (bandiera)  | C     | Aksel Berget Skjølsvik  |
| 10 | Norvegia (bandiera)  | D     | Bjørnar Holmvik         |
| 11 | Islanda (bandiera)   | C     | Óskar Örn Hauksson      |
| 11 | Norvegia (bandiera)  | A     | Kamal Saaliti           |
| 12 | Irlanda (bandiera)   | P     | Sean McDermott          |
| 14 | Norvegia (bandiera)  | D     | Steffen Haugland        |
| 15 | Norvegia (bandiera)  | D     | Harald Vindenes         |
| 16 | Norvegia (bandiera)  | C     | Andreas Westlye         |
| 17 | Norvegia (bandiera)  | C     | Andreas Ulland Andersen |
| 18 | Norvegia (bandiera)  | A     | Marius Helle            |

| N. |                      | Ruolo | Calciatore                  |
| -- | -------------------- | ----- | --------------------------- |
| 18 | Gabon (bandiera)     | A     | Gilles Mbang Ondo           |
| 19 | Norvegia (bandiera)  | D     | Vegard Aanestad             |
| 20 | Norvegia (bandiera)  | D     | Nils Petter Andersen        |
| 20 | Nigeria (bandiera)   | D     | Mobi Okoli                  |
| 21 | Svezia (bandiera)    | C     | Anel Raskaj                 |
| 22 | Norvegia (bandiera)  | A     | Morten Eriksen              |
| 23 | Islanda (bandiera)   | C     | Steinþór Freyr Þorsteinsson |
| 24 | Norvegia (bandiera)  | P     | Aslak Falch                 |
| 25 | Norvegia (bandiera)  | A     | Zymer Bytyqi                |
| 26 | Norvegia (bandiera)  | D     | Kenneth Sola                |
| 27 | Islanda (bandiera)   | C     | Arnór Ingvi Traustason      |
| 28 | Danimarca (bandiera) | C     | Morten Bertolt              |
| 29 | Danimarca (bandiera) | A     | Christian Gytkjær           |
| 33 | Norvegia (bandiera)  | P     | Ingvar Sunde                |
| 77 | Norvegia (bandiera)  | A     | Tommy Høiland               |

## Calciomercato

### Sessione invernale(dal 01/01 al 31/03)
| Acquisti | Acquisti                | Acquisti   | Acquisti   |
| R.       | Nome                    | da         | Modalità   |
| -------- | ----------------------- | ---------- | ---------- |
| P        | Aslak Falch             | svincolato |            |
| D        | Bjørnar Holmvik         | svincolato |            |
| D        | Avni Pepa               | svincolato |            |
| C        | Andreas Ulland Andersen | svincolato |            |
| C        | Anel Raskaj             | svincolato |            |
| A        | Tommy Høiland           | Bryne      | definitivo |
| A        | Gilles Mbang Ondo       | Stabæk     | definitivo |

| Cessioni | Cessioni                   | Cessioni | Cessioni      |
| R.       | Nome                       | a        | Modalità      |
| -------- | -------------------------- | -------- | ------------- |
| D        | Sander Bjørnå              |          | svincolato    |
| D        | Thomas Våland              |          | svincolato    |
| C        | Fredrik Fossmark           |          | svincolato    |
| C        | Ingimundur Níels Óskarsson | Fylkir   | fine prestito |
| C        | Henning Rugland            |          | svincolato    |
| A        | Morten Eriksen             |          | ritiro        |
| A        | Thomas Haugland            |          | svincolato    |
| A        | Lennox Kanu                | Vidar    | definitivo    |

### Sessione estiva(dal 01/08 al 31/08)
| Acquisti | Acquisti               | Acquisti     | Acquisti   |
| R.       | Nome                   | da           | Modalità   |
| -------- | ---------------------- | ------------ | ---------- |
| P        | Sean McDermott         | svincolato   |            |
| D        | Nils Petter Andersen   | Egersund     | definitivo |
| C        | Morten Bertolt         | svincolato   |            |
| C        | Óskar Örn Hauksson     | KR Reykjavík | prestito   |
| C        | Arnór Ingvi Traustason | Keflavík     | prestito   |
| A        | Morten Eriksen         | svincolato   |            |
| A        | Christian Gytkjær      | Nordsjælland | prestito   |
| A        | Marius Helle           | Bryne        | definitivo |

| Cessioni | Cessioni          | Cessioni   | Cessioni   |
| R.       | Nome              | a          | Modalità   |
| -------- | ----------------- | ---------- | ---------- |
| D        | Mobi Okoli        | Bryne      | definitivo |
| A        | Morten Eriksen    |            | ritiro     |
| A        | Gilles Mbang Ondo |            | svincolato |
| A        | Kamal Saaliti     | Sandefjord | definitivo |

## Risultati

### Eliteserien

#### Girone di andata
| Arbitro: | Sælen (Bergen) |

|                       |           |                                  |
| Ondo 12’ Aanestad 59’ | Marcatori | 27’ (aut.) Skjølsvik 84’ Nevland |

| Arbitro: | Helgerud (Lier) |

|                                     |           |             |
| Austin 12’ (rig.) Askar 60’ Ojo 62’ | Marcatori | 20’ Saaliti |

| Arbitro: | Johnsen (Tønsberg) |

|            |           |               |
| Raskaj 73’ | Marcatori | 56’ Arnefjord |

| Arbitro: | Døvle (Larvik) |

|                                                  |           |                |
| Ondrášek 8’ Drage 18’ (rig.) Aanestad 37’ (aut.) | Marcatori | 74’ Torsteinbø |

| Arbitro: | Hafsås (Trondheim) |

|                                       |           |             |
| Þorsteinsson 50’ Skjølsvik 58’ (rig.) | Marcatori | 65’ Brustad |

| Arbitro: | Sandmoen (Kjelsås) |

|                                                |           |                                                |
| Valencia 7’ Hussain 50’ Elyounoussi 65’ (rig.) | Marcatori | 9’, 20’ Høiland 14’ Skjølsvik 85’ (aut.) Hagen |

| Arbitro: | Hafsås (Feda) |

|                   |           |  |
| Lafton 43’ (aut.) | Marcatori |  |

| Arbitro: | Edvartsen (Hamar) |

|                      |           |           |
| Skjølsvik 67’ (aut.) | Marcatori | 81’ Prica |

| Arbitro: | Berntsen (Vang) |

|                             |           |                                  |
| Børven 2’ Fevang 35’ (rig.) | Marcatori | 41’ Saaliti 55’ (rig.) Skjølsvik |

| Arbitro: | Johansen (Brevik) |

|  |           |                        |
|  | Marcatori | 26’ Moström 52’ Berget |

| Sogndal 23 maggio 2012, ore 19:00 11ª giornata | Sogndal        | 0 – 0 referto | Sandnes Ulf | Fosshaugane Campus (3.545 spett.)\| Arbitro: \| Kjensli (Oslo) \| |
| Arbitro:                                       | Kjensli (Oslo) |               |             |                                                                   |

| Arbitro: | Døvle (Larvik) |

|  |           |                          |
|  | Marcatori | 32’ Søderlund 68’ Đurđić |

| Arbitro: | Edvartsen (Hamar) |

|              |           |                                      |
| Knudtzon 54’ | Marcatori | 9’ Saaliti 15’ Þorsteinsson 66’ Ondo |

| Arbitro: | Helgerud (Lier) |

|  |           |                        |
|  | Marcatori | 8’ Nielsen 62’ Nordvik |

| Arbitro: | Kjensli (Oslo) |

|                        |           |              |
| Johansen 26’ Keita 50’ | Marcatori | 10’ Aanestad |

#### Girone di ritorno
| Arbitro: | Sandmoen (Kjelsås) |

|                                                                                   |           |              |
| Skjølsvik 25’ (rig.) Gytkjær 44’ (rig.) Þorsteinsson 56’ Torsteinbø 66’ Helle 75’ | Marcatori | 90’ Prijović |

| Arbitro: | Skjerven (Kaupanger) |

|                                                                       |           |  |
| Vet. Berisha 10’ Nisja 28’ de Lanlay 79’ Skogseid 90’ Landu Landu 90’ | Marcatori |  |

| Arbitro: | Hafsås (Trondheim) |

|  |           |           |
|  | Marcatori | 40’ Kippe |

| Arbitro: | Johansen (Brevik) |

|                       |           |                     |
| Kleiven 5’ Hammer 15’ | Marcatori | 85’ (aut.) Helgason |

| Arbitro: | Sandmoen (Kjelsås) |

|                                             |           |                    |
| Gytkjær 29’ Þorsteinsson 50’ Torsteinbø 68’ | Marcatori | 19’ Ricardo Santos |

| Arbitro: | Hagen (Grue) |

|                                              |           |  |
| Larsen 10’ Børven 16’ Fellah 21’ Olanare 67’ | Marcatori |  |

| Arbitro: | Johansen (Brevik) |

|                                 |           |                         |
| Gytkjær 37’, 56’ Torsteinbø 65’ | Marcatori | 5’ Bentley 63’, 82’ Ojo |

| Arbitro: | Kjensli (Oslo) |

|                                                |           |                              |
| Storbæk 19’ Kjelsrud Johansen 77’ Myrestam 85’ | Marcatori | 16’ Gytkjær 38’ Þorsteinsson |

| Sandnes 30 settembre 2012, ore 18:00 24ª giornata | Sandnes Ulf          | 0 – 0 referto | Odd Grenland | Sandnes Idrettspark (3.273 spett.)\| Arbitro: \| Skjerven (Kaupanger) \| |
| Arbitro:                                          | Skjerven (Kaupanger) |               |              |                                                                          |

| Arbitro: | Døvle (Larvik) |

|                                         |           |                        |
| Moström 3’ Berget 23’ (rig.) Forren 86’ | Marcatori | 83’ Høiland 85’ Raskaj |

| Arbitro: | Berntsen (Vang) |

|                              |           |  |
| Dočkal 43’ (rig.) Dorsin 82’ | Marcatori |  |

| Arbitro: | Edvartsen (Hamar) |

|                                                                           |           |                    |
| Gytkjær 25’ (rig.), 60’ (rig.) Raskaj 42’ Torsteinbø 63’ Þorsteinsson 89’ | Marcatori | 12’ (aut.) Bertolt |

| Arbitro: | Staberg (Harstad) |

|          |           |               |
| Mora 46’ | Marcatori | 81’ Skjølsvik |

| Arbitro: | Hafsås (Trondheim) |

|                      |           |             |
| Gytkjær 54’ Pepa 76’ | Marcatori | 32’ Ibrahim |

| Arbitro: | Johnsen |

|                                 |           |             |
| James 12’ Matland 51’ Fuhre 59’ | Marcatori | 65’ Bertolt |

#### Qualificazioni all'Eliteserien
| Arbitro: | Hagen (Grue) |

|  |           |                                               |
|  | Marcatori | 24’ Bertolt 80’ Gytkjær 85’ Helle 90’ Holmvik |

| Arbitro: | Staberg (Harstad) |

|                                            |           |                |
| Høiland 20’ Gytkjær 31’ (rig.), 68’ (rig.) | Marcatori | 18’ Rosenkilde |

### Coppa di Norvegia
| Stavanger 1º maggio 2012, ore 18:00 Primo turno                 | Staal     | 2 – 1 referto | Sandnes Ulf | Jørpeland Stadion |
| \| \| \| \| \| Dalehaug 38’, 45’ \| Marcatori \| 26’ Saaliti \| |           |               |             |                   |
|                                                                 |           |               |             |                   |
| Dalehaug 38’, 45’                                               | Marcatori | 26’ Saaliti   |             |                   |

## Statistiche

### Statistiche di squadra
| Competizione                   | Punti | In casa | In casa | In casa | In casa | In casa | In casa | In trasferta | In trasferta | In trasferta | In trasferta | In trasferta | In trasferta | Totale | Totale | Totale | Totale | Totale | Totale | DR  |
| Competizione                   | Punti | G       | V       | N       | P       | Gf      | Gs      | G            | V            | N            | P            | Gf           | Gs           | G      | V      | N      | P      | Gf     | Gs     | DR  |
| ------------------------------ | ----- | ------- | ------- | ------- | ------- | ------- | ------- | ------------ | ------------ | ------------ | ------------ | ------------ | ------------ | ------ | ------ | ------ | ------ | ------ | ------ | --- |
| Eliteserien                    | 32    | 15      | 6       | 5       | 4       | 25      | 19      | 15           | 2            | 3            | 10           | 19           | 37           | 30     | 8      | 8      | 14     | 44     | 56     | -12 |
| Qualificazioni all'Eliteserien | -     | 1       | 1       | 0       | 0       | 3       | 1       | 1            | 1            | 0            | 0            | 4            | 0            | 2      | 2      | 0      | 0      | 7      | 1      | +6  |
| Coppa di Norvegia              | -     | 0       | 0       | 0       | 0       | 0       | 0       | 1            | 0            | 0            | 1            | 1            | 2            | 1      | 0      | 0      | 1      | 1      | 2      | -1  |
| Totale                         | -     | 16      | 7       | 5       | 4       | 28      | 20      | 17           | 3            | 3            | 11           | 25           | 38           | 33     | 10     | 8      | 15     | 52     | 59     | -7  |

### Statistiche dei giocatori
| Giocatore       | Eliteserien | Eliteserien | Eliteserien | Eliteserien | Coppa di Norvegia | Coppa di Norvegia | Coppa di Norvegia | Coppa di Norvegia | Qual. all'Eliteserien | Qual. all'Eliteserien | Qual. all'Eliteserien | Qual. all'Eliteserien | Totale   | Totale | Totale      | Totale     |
| Giocatore       | Presenze    | Reti        | Ammonizioni | Espulsioni  | Presenze          | Reti              | Ammonizioni       | Espulsioni        | Presenze              | Reti                  | Ammonizioni           | Espulsioni            | Presenze | Reti   | Ammonizioni | Espulsioni |
| --------------- | ----------- | ----------- | ----------- | ----------- | ----------------- | ----------------- | ----------------- | ----------------- | --------------------- | --------------------- | --------------------- | --------------------- | -------- | ------ | ----------- | ---------- |
| V. Aanestad     | 26          | 2           | 4           | 1           | 1                 | 0                 | 0                 | 0                 | 2                     | 0                     | 0                     | 0                     | 29       | 2      | 4           | 1          |
| A. Andersen     | 11          | 0           | 2           | 0           | 1                 | 0                 | 0                 | 0                 | 0                     | 0                     | 0                     | 0                     | 12       | 0      | 2           | 0          |
| B. Andersen     | 14          | 0           | 1           | 0           | 0                 | 0                 | 0                 | 0                 | 0                     | 0                     | 0                     | 0                     | 14       | 0      | 1           | 0          |
| N. Andersen     | 0           | 0           | 0           | 0           | 0                 | 0                 | 0                 | 0                 | 0                     | 0                     | 0                     | 0                     | 0        | 0      | 0           | 0          |
| M. Bertolt      | 11          | 1           | 2           | 0           | 0                 | 0                 | 0                 | 0                 | 2                     | 1                     | 0                     | 0                     | 13       | 2      | 2           | 0          |
| Z. Bytyqi       | 5           | 0           | 0           | 0           | 0                 | 0                 | 0                 | 0                 | 0                     | 0                     | 0                     | 0                     | 5        | 0      | 0           | 0          |
| M. Eriksen      | 2           | 0           | 0           | 0           | 0                 | 0                 | 0                 | 0                 | 0                     | 0                     | 0                     | 0                     | 2        | 0      | 0           | 0          |
| R. Espedal      | 24          | 0           | 2           | 1           | 1                 | 0                 | 0                 | 0                 | 1                     | 0                     | 0                     | 0                     | 26       | 0      | 2           | 1          |
| A. Falch        | 10          | 0           | 0           | 0           | 1                 | 0                 | 0                 | 0                 | 0                     | 0                     | 0                     | 0                     | 11       | 0      | 0           | 0          |
| E. Frejd        | 26          | 0           | 2           | 1           | 0                 | 0                 | 0                 | 0                 | 2                     | 0                     | 0                     | 0                     | 28       | 0      | 2           | 1          |
| C. Gytkjær      | 12          | 8           | 1           | 0           | 0                 | 0                 | 0                 | 0                 | 2                     | 3                     | 0                     | 0                     | 14       | 11     | 1           | 0          |
| S. Haugland     | 3           | 0           | 0           | 0           | 1                 | 0                 | 0                 | 0                 | 0                     | 0                     | 0                     | 0                     | 4        | 0      | 0           | 0          |
| Ó. Hauksson     | 8           | 0           | 0           | 0           | 0                 | 0                 | 0                 | 0                 | 2                     | 0                     | 0                     | 0                     | 10       | 0      | 0           | 0          |
| M. Helle        | 12          | 1           | 0           | 0           | 0                 | 0                 | 0                 | 0                 | 2                     | 1                     | 0                     | 0                     | 14       | 2      | 0           | 0          |
| T. Høiland      | 25          | 3           | 5           | 0           | 1                 | 0                 | 0                 | 0                 | 2                     | 1                     | 1                     | 0                     | 28       | 4      | 6           | 0          |
| B. Holmvik      | 21          | 0           | 2           | 0           | 0                 | 0                 | 0                 | 0                 | 2                     | 1                     | 0                     | 0                     | 23       | 1      | 2           | 0          |
| S. McDermott    | 6           | 0           | 0           | 0           | 0                 | 0                 | 0                 | 0                 | 2                     | 0                     | 0                     | 0                     | 8        | 0      | 0           | 0          |
| M. Okoli        | 2           | 0           | 0           | 0           | 1                 | 0                 | 0                 | 0                 | 0                     | 0                     | 0                     | 0                     | 3        | 0      | 0           | 0          |
| G. Ondo         | 13          | 2           | 1           | 0           | 1                 | 0                 | 0                 | 0                 | 0                     | 0                     | 0                     | 0                     | 14       | 2      | 1           | 0          |
| A. Pepa         | 17          | 1           | 1           | 0           | 0                 | 0                 | 0                 | 0                 | 2                     | 0                     | 0                     | 0                     | 19       | 1      | 1           | 0          |
| A. Raskaj       | 21          | 3           | 4           | 0           | 1                 | 0                 | 0                 | 0                 | 2                     | 0                     | 0                     | 0                     | 24       | 3      | 4           | 0          |
| K. Saaliti      | 19          | 3           | 1           | 0           | 1                 | 1                 | 0                 | 0                 | 0                     | 0                     | 0                     | 0                     | 20       | 4      | 1           | 0          |
| A. Skjølsvik    | 25          | 6           | 5           | 0           | 1                 | 0                 | 0                 | 0                 | 0                     | 0                     | 0                     | 0                     | 26       | 6      | 5           | 0          |
| K. Sola         | 16          | 0           | 2           | 0           | 0                 | 0                 | 0                 | 0                 | 0                     | 0                     | 0                     | 0                     | 16       | 0      | 2           | 0          |
| I. Sunde        | 0           | 0           | 0           | 0           | 0                 | 0                 | 0                 | 0                 | 0                     | 0                     | 0                     | 0                     | 0        | 0      | 0           | 0          |
| S. Þorsteinsson | 29          | 6           | 5           | 0           | 1                 | 0                 | 1                 | 0                 | 2                     | 0                     | 1                     | 0                     | 32       | 6      | 7           | 0          |
| F. Torsteinbø   | 29          | 5           | 1           | 0           | 1                 | 0                 | 0                 | 0                 | 2                     | 0                     | 0                     | 0                     | 32       | 5      | 1           | 0          |
| A. Traustason   | 10          | 0           | 0           | 0           | 0                 | 0                 | 0                 | 0                 | 1                     | 0                     | 0                     | 0                     | 11       | 0      | 0           | 0          |
| H. Vindenes     | 7           | 0           | 1           | 0           | 1                 | 0                 | 0                 | 0                 | 0                     | 0                     | 0                     | 0                     | 8        | 0      | 1           | 0          |
| A. Westlye      | 4           | 0           | 0           | 0           | 0                 | 0                 | 0                 | 0                 | 0                     | 0                     | 0                     | 0                     | 4        | 0      | 0           | 0          |